# Obiect (programare)
Un obiect reprezintă un exemplar al unei clase. Clasa Câine definește toți posibili câini, prin definirea caracteristicilor și comportamentelor pe care aceștia le pot avea; obiectul Lessie este un anumit exemplar, cu caracteristici particulare. Un Câine are păr, Lessie are părul maro-și-alb.